# Gil de Ferran
Gil de Ferran, född 11 november 1967 i Paris, död 29 december 2023 i Opa-locka, Florida, var en fransk-brasiliansk racerförare och före detta vinnare av Champ Car och Indy 500. Han var även med i ledningen för Honda i formel 1 innan han 2007 lämnade stallet. På senare år drev han De Ferran Motorsports som tävlar i ALMS.

## Segrar IndyCar
| Nr | Bana       | År   |
| -- | ---------- | ---- |
| 1  | Pikes Peak | 2002 |
| 2  | Gateway    | 2002 |
| 3  | Indy 500   | 2003 |
| 4  | Nashville  | 2003 |
| 5  | Fort Worth | 2003 |

## Segrar Champ Car
| Nr | Bana        | År   |
| -- | ----------- | ---- |
| 1  | Laguna Seca | 1995 |
| 2  | Cleveland   | 1996 |
| 3  | Portland    | 1999 |
| 4  | Nazareth    | 2000 |
| 5  | Portland    | 2000 |
| 6  | Rockingham  | 2001 |
| 7  | Houston     | 2001 |